# Chris Tynan
Christopher James Calhoun Tynan (Vancouver, 11 de julio de 1966) es un exjugador canadiense de rugby que se desempeñaba como medio scrum.

## Selección nacional
Fue convocado a los Canucks en 1987 debutando ante los Estados Unidos y jugó irregularmente con ellos hasta su retiro internacional en junio de 1998 frente al mismo rival. En total jugó 20 partidos y marcó 14 puntos.

### Participaciones en Copas del Mundo
Solo disputó una Copa del Mundo; Inglaterra 1991 siendo una pieza fundamental de los Canucks que llegaron a cuartos de final, el mejor resultado de Canadá, donde fueron derrotados por los All Blacks. Tynan les marcó un try a los neozelandeses.
| Mundial                       | Sede       | Resultado        | PJ | Tries |
| ----------------------------- | ---------- | ---------------- | -- | ----- |
| Copa Mundial de Rugby de 1991 | Inglaterra | Cuartos de final | 3  | 1     |